# إد فالون
إد فالون (بالإنجليزية: Ed Fallon) هو سياسي أمريكي، ولد في 1 مارس 1958 في سانتا مونيكا في الولايات المتحدة. حزبياً، نشط في Iowa Democratic Party ‏ والحزب الديمقراطي. وقد انتخب عضو مجلس نواب ولاية ايوا.